# Inonoaklin Park
Inonoaklin Park är en park i Kanada.   Den ligger i provinsen British Columbia, i den södra delen av landet, 3 200 km väster om huvudstaden Ottawa. Inonoaklin Park ligger 573 meter över havet. Den ligger vid sjöarna  Lower Arrow Lake och Upper Arrow Lake.
Terrängen runt Inonoaklin Park är bergig åt sydost, men åt nordväst är den kuperad. Trakten runt Inonoaklin Park är nära nog obefolkad, med mindre än två invånare per kvadratkilometer..
I omgivningarna runt Inonoaklin Park växer i huvudsak barrskog.